# Meridià 1 a l'est
El meridià 1 a l'est del meridià de Greenwich és una línia de longitud que s'estén des del pol Nord a través de l'oceà Àrtic, l'oceà Atlàntic, Europa, Àfrica, l'oceà Antàrtic, i l'Antàrtida fins al pol Sud.
El meridià 1 a l'est forma un cercle màxim amb el meridià 179 a l'oest.
Com tot els altres meridians, la seva longitud correspon a una semicircumferència terrestre, són 20.003,932 km. Al nivell de l'equador, la seva distància del meridià de Greenwich és de 111,319 km

## De Pol a Pol
A partir del pol Nord i direcció sud cap al pol Sud, el meridià 1 a l'est passa per:
| Coordenades                           | País, territori o mar | Notes                                                                                           |
| ------------------------------------- | --------------------- | ----------------------------------------------------------------------------------------------- |
| 90° 0′ N, 1° 0′ E / 90.000°N,1.000°E  | Oceà Àrtic            |                                                                                                 |
| 81° 35′ N, 1° 0′ E / 81.583°N,1.000°E | Oceà Atlàntic         |                                                                                                 |
| 61° 0′ N, 1° 0′ E / 61.000°N,1.000°E  | Mar del Nord          |                                                                                                 |
| 52° 58′ N, 1° 0′ E / 52.967°N,1.000°E | Regne Unit            | Anglaterra, travessant Stowmarket, Suffolk (a 52° 11′ N, 1° 0′ E / 52.183°N,1.000°E)            |
| 51° 47′ N, 1° 0′ E / 51.783°N,1.000°E | Mar del Nord          |                                                                                                 |
| 51° 21′ N, 1° 0′ E / 51.350°N,1.000°E | Regne Unit            | Anglaterra, passant just a l'oest de Whitstable, Kent (a 51° 21′ N, 1° 1′ E / 51.350°N,1.017°E) |
| 51° 1′ N, 1° 0′ E / 51.017°N,1.000°E  | Canal de la Mànega    |                                                                                                 |
| 49° 55′ N, 1° 0′ E / 49.917°N,1.000°E | França                |                                                                                                 |
| 47° 47′ N, 1° 0′ E / 47.783°N,1.000°E | Espanya               |                                                                                                 |
| 41° 2′ N, 1° 0′ E / 41.033°N,1.000°E  | Mar Mediterrània      | Passant a l'oest de l'Illa d'Eivissa (a 38° 54′ N, 1° 13′ E / 38.900°N,1.217°E)                 |
| 36° 28′ N, 1° 0′ E / 36.467°N,1.000°E | Algèria               |                                                                                                 |
| 21° 13′ N, 1° 0′ E / 21.217°N,1.000°E | Mali                  |                                                                                                 |
| 15° 0′ N, 1° 0′ E / 15.000°N,1.000°E  | Níger                 |                                                                                                 |
| 13° 33′ N, 1° 0′ E / 13.550°N,1.000°E | Burkina Faso          |                                                                                                 |
| 13° 22′ N, 1° 0′ E / 13.367°N,1.000°E | Níger                 | Una secció de la vora amb Burkina Faso corre paral·lel al meridià, a uns 1 km a l'oest          |
| 13° 3′ N, 1° 0′ E / 13.050°N,1.000°E  | Burkina Faso          |                                                                                                 |
| 11° 5′ N, 1° 0′ E / 11.083°N,1.000°E  | Benín                 |                                                                                                 |
| 10° 13′ N, 1° 0′ E / 10.217°N,1.000°E | Togo                  |                                                                                                 |
| 6° 18′ N, 1° 0′ E / 6.300°N,1.000°E   | Ghana                 |                                                                                                 |
| 5° 55′ N, 1° 0′ E / 5.917°N,1.000°E   | Oceà Atlàntic         |                                                                                                 |
| 60° 0′ S, 1° 0′ E / 60.000°S,1.000°E  | Oceà Antàrtic         |                                                                                                 |
| 69° 51′ S, 1° 0′ E / 69.850°S,1.000°E | Antàrtida             | Terra de la Reina Maud, reclamat per Noruega                                                    |